# Territori d'Oklahoma
El Territori d'Oklahoma va ser un territori organitzat incorporat als Estats Units que va existir del 2 de maig de 1890 al 16 de novembre de 1907, quan es va unir al Territori Indi amb una nova constitució i va ingressar a la Unió com l'Estat d'Oklahoma. Guthrie n'era la capital.
El Congrés va aprovar el 2 de maig 1890 l'Oklahoma Organic Act (Llei Orgànica d'Oklahoma) que va organitzar la meitat occidental del Territori Indi i una franja de terra coneguda com a Terra de ningú. Les reserves índies al nou territori es van obrir a la colonització tant aquell mateix any com el 1891 i 1893.
Es van definir set comtats sobre la creació del territori. Encara que van ser designats amb números finalment es convertirien en el Comtat de Logan, el Comtat de Cleveland, el Comtat d'Oklahoma, el Comtat de Canadian, el Comtat de Kingfisher, el Comtat de Payne i el Comtat de Beaver. Amb la cursa per la terra de 1893 es van afegir els comtats de Kay, Grant, Woods, Garfield, Noble i Pawnee. El Territori va adquirir un comtat addicional a través de la resolució d'un conflicte de fronteres amb l'estat de Texas, que avui dia es divideix en els comtats de Greer, Jackson, Harmon i part del de Beckham.